# Roșia, Bihor
Rosia là một xã thuộc hạt Bihor, România. Dân số thời điểm năm 2002 là 2644 người.